# Александрово (Тырговиштская область)
Александрово (болг. Александрово) — село в Болгарии. Находится в Тырговиштской области, входит в общину Тырговиште. Население составляет 233 человека (2022).

## Политическая ситуация
В местном кметстве Александрово, в состав которого входит Александрово, должность кмета (старосты) исполняет Хюсеин Халилов Хюсеинов (Движение за права и свободы (ДПС)) по результатам выборов.
Кмет (мэр) общины Тырговиште — Красимир Митев Мирев (инициативный комитет) по результатам выборов.